# Lajos Kocsis
Lajos Kocsis [lajoš kočiš] (18. června 1947 Segedín – 9. října 2000 Budapešť) byl maďarský fotbalista, záložník.

## Fotbalová kariéra
V maďarské lize hrál za Salgótarjáni BTC a Honvéd Budapešť. V maďarské lize nastoupil ve 309 ligových utkáních a dal 111 gólů. V Poháru vítězů pohárů nastoupil ve 4 utkáních a dal 2 góly a v Poháru UEFA nastoupil ve 18 utkáních a dal 2 góly. Za maďarskou reprezentaci nastoupil v letech 1969–1975 ve 33 utkáních a dal 7 gólů. Byl členem maďarské reprezentace na Mistrovství Evropy ve fotbale 1972, kde Maďarsko skončilo na 4. místě, nastoupil v semifinálovém utkání. S olympijskou reprezentací Maďarska získal zlaté medaile na LOH 1968 v Mexiku, kde nastoupil v 5 utkáních, a stříbrné medaile na LOH 1972 v Mnichově, nastoupil v 7 utkáních a dal 1 gól.

## Ligová bilance
| Ročník                   | Zápasy | Góly | Klub             |
| ------------------------ | ------ | ---- | ---------------- |
| 1. maďarská liga 1965    | 20     | 9    | Salgótarjáni BTC |
| 1. maďarská liga 1966    | 24     | 10   | Salgótarjáni BTC |
| 1. maďarská liga 1967    | 24     | 8    | Honvéd Budapešť  |
| 1. maďarská liga 1968    | 29     | 17   | Honvéd Budapešť  |
| 1. maďarská liga 1969    | 25     | 8    | Honvéd Budapešť  |
| 1. maďarská liga 1970    | 11     | 4    | Honvéd Budapešť  |
| 1. maďarská liga 1971    | 24     | 6    | Honvéd Budapešť  |
| 1. maďarská liga 1971/72 | 29     | 12   | Honvéd Budapešť  |
| 1. maďarská liga 1972/73 | 29     | 9    | Honvéd Budapešť  |
| 1. maďarská liga 1973/74 | 26     | 6    | Honvéd Budapešť  |
| 1. maďarská liga 1974/75 | 28     | 7    | Honvéd Budapešť  |
| 1. maďarská liga 1975/76 | 17     | 10   | Honvéd Budapešť  |
| 1. maďarská liga 1976/77 | 21     | 4    | Honvéd Budapešť  |
| CELKEM 1. liga           | 309    | 111  |                  |